# 아다나 케밥
아다나 케밥(튀르키예어: Adana kebabı 아다나 케바브[*]) 또는 크이마 케밥(튀르키예어: kıyma kebabı 크이마 케바브[*])은 양고기와 양꼬리지방을 칼로 다진 다음, 넓적한 꼬챙이에 붙여 숯불에 구워내는 케밥이다. 꼬치 음식인 시시 케밥의 일종이며, 이름은 터키 남부의 도시인 아다나에서 따왔다.

## 이름
튀르키예어 "케밥(kebap)"은 고기를 구워 만든 요리를 두루 일컫는 말이다. "크이마(kıyma)"는 "다진 고기"를 뜻한다. "아다나"나 "크이마"와 "케밥"을 하나의 구로 합칠 때, 속격 접사 "-으(-ı)"가 "케밥" 뒤에 붙는다.

## 종류
아다나식 케밥은 본래 맵지 않지만, 이스탄불 등 다른 지역에서는 다진 고기로 만든 크이마 케밥이 매운 아다나 케밥과 맵지 않은 우르파 케밥(튀르키예어: Urfa kebabı 우르파 케바브[*])으로 나뉜다. 그러나 우르파식 크이마 케밥은 아다나식 케밥과 다르며, 우르파 현지에서는 "양귀비 케밥"이라는 뜻의 "하시하시 케밥(튀르키예어: haşhaş kebabı 하시하시 케바브[*])"이라 불린다.

## 사진 갤러리

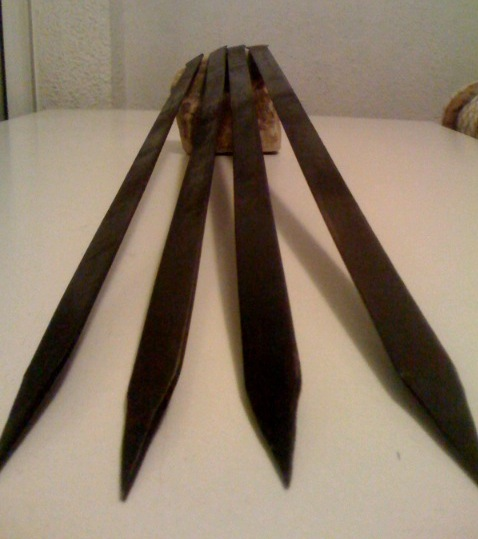
아다나 케밥 꼬치
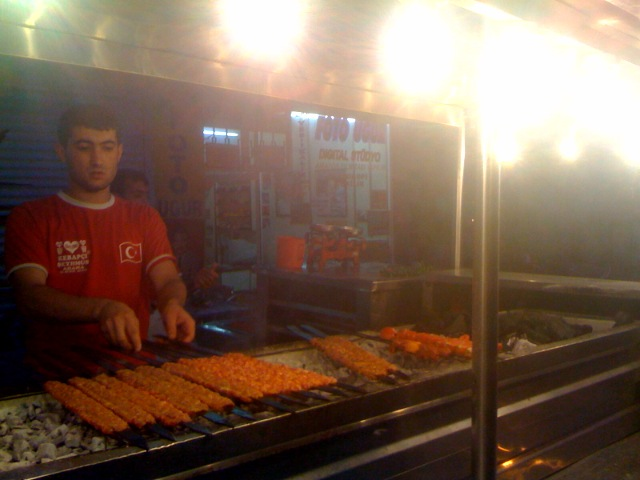
아다나 케밥 굽기

## 같이 보기
- 떡갈비
- 룰라 케밥
- 시크 케밥
- 쿠비데 케밥
- 키마